# Magnolia poasana
Magnolia poasana este o specie de plante din genul Magnolia, familia Magnoliaceae. A fost descrisă pentru prima dată de Henri François Pittier, și a primit numele actual de la James Edgar Dandy. Conform Catalogue of Life specia Magnolia poasana nu are subspecii cunoscute.